# Micropholis retusa
Micropholis retusa är en tvåhjärtbladig växtart som först beskrevs av Richard Spruce och Friedrich Anton Wilhelm Miquel, och fick sitt nu gällande namn av Pierre Joseph Eyma. Micropholis retusa ingår i släktet Micropholis och familjen Sapotaceae. IUCN kategoriserar arten globalt som starkt hotad. Inga underarter finns listade i Catalogue of Life.